# Gioielli della Corona norvegese
I Gioielli della Corona norvegese sono nel complesso i gioielli facenti parte delle regalie ufficiali del regno di Norvegia. Oltre ai tradizionali attributi regali, i gioielli comprendono anche molti vestiti cerimoniali e troni appartenuti ai diversi monarchi.

## Storia
Le regalìe del regno di Norvegia vennero realizzate per il re Carlo Giovanni, re di Norvegia e Svezia, nel 1818 per la sua incoronazione presso la Cattedrale di Nidaros a Trondheim. Le regalìe della regina, invece, vennero acquistate nel 1830 per l'incoronazione pianificata della regina Desirée. Questa incoronazione non ebbe mai luogo e la corona venne successivamente utilizzata per l'incoronazione delle regine Luisa nel 1860, Sofia nel 1873 e Maud nel 1906. La corona della regina venne presentata sull'altare maggiore durante la benedizione della regina Sonja come regina consorte nel 1991 anche se non venne posta direttamente sul capo della principessa.
Tutti i gioielli vennero realizzati in Svezia ad eccezione della corona del principe ereditario, che venne realizzata in Norvegia nel 1848, e della spada di stato, che fu un regalo dello stato norvegese al re Carlo Giovanni. La corona del principe ereditario venne realizzata del principe Oscar. Ad ogni modo Oscar I non venne mai incoronato in Norvegia dal momento che il vescovo di Nidaros si rifiutò di celebrare la cerimonia in quanto la regina Giuseppina era di religione cattolica.
La spada di stato fu inizialmente un dono di Napoleone, imperatore dei francesi, a Carlo Giovanni allora conosciuto col nome di Jean-Baptiste Bernadotte, che era stato nominato Maresciallo di Francia. Il re Carlo Giovanni indossò la spada nella Battaglia di Lipsia; quando egli acquistò le regalìe norvegesi nel 1818 egli fece rifare la lama della spada di modo da indicare profondamente il nuovo utilizzo che essa avrebbe dovuto avere.
Le regalìe norvegesi vennero usate per l'ultima volta per l'incoronazione di Haakon VII e della regina Maud. Questa fu l'ultima incoronazione di un sovrano norvegese prima della dissoluzione dell'unione con la Svezia nel 1905 dal momento che la nuova costituzione non prevedeva alcuna incoronazione tradizionale. I gioielli si trovano oggi nel Palazzo Arcivescovile presso la Cattedrale di Nidaros.

## Composizione dei gioielli della corona norvegese
- La Corona di Norvegia: realizzata a Stoccolma nel 1818 dall'orafo Olof Wihlborg, la corona è una corona clausa consistente in un anello che riporta otto archi in oro sormontati da un globo smaltato di blu con una croce di ametista. La corona è decorata con molte perle e pietre preziose, tra cui ametisti, crisoprasi, un topazio ed un'alexandrite. Il fronte è adornato con una grande tormalina verde, dono del console brasiliano a Stoccolma al re Carlo III Giovanni.
- Il Globo reale: realizzato a Stoccolma nel 1818 dall'orafo (Erik) Adolf Zehelius (1781–1864) è in argento smaltato. Esso è decorato con una banda con piccole rose in centro al globo.
- Lo Scettro reale: realizzato a Stoccolma nel 1818 dall'orafo Adolf Zethelius, è in argento smaltato.
- Il Corno dell'unzione: realizzato a Stoccolma nel 1818 dall'orafo Adolf Zethelius, è in argento smaltato e veniva utilizzato per l'unzione del nuovo monarca al momento della sua elezione.
- La Spada di stato: risalente ai primi anni del XIX secolo.
- La Corona della regina: realizzata a Stoccolma nel 1830 dall'orafo Erik Lundberg. La corona è una corona clausa realizzata da un cerchio d'oro con otto archetti smaltati di blu e decorati con perle e con una croce di perle in cima. La corona è adorna anche di molte gemme tra cui ametiste e topazi.
- Il Globo della regina: realizzato a Stoccolma nel 1830 è in argento smaltato e decorato con ametiste.
- Lo Scettro della regina: realizzato a Stoccolma nel 1830 è in argento smaltato e decorato con ametiste.
- La Corona del principe ereditario: realizzata in Norvegia nel 1846 dall'orafo Herman Colbjørnsen Øyset. Essa è una corona aperta realizzata in oro e decorata con ametiste, topazi e rare perle d'acqua dolce norvegesi.[1]

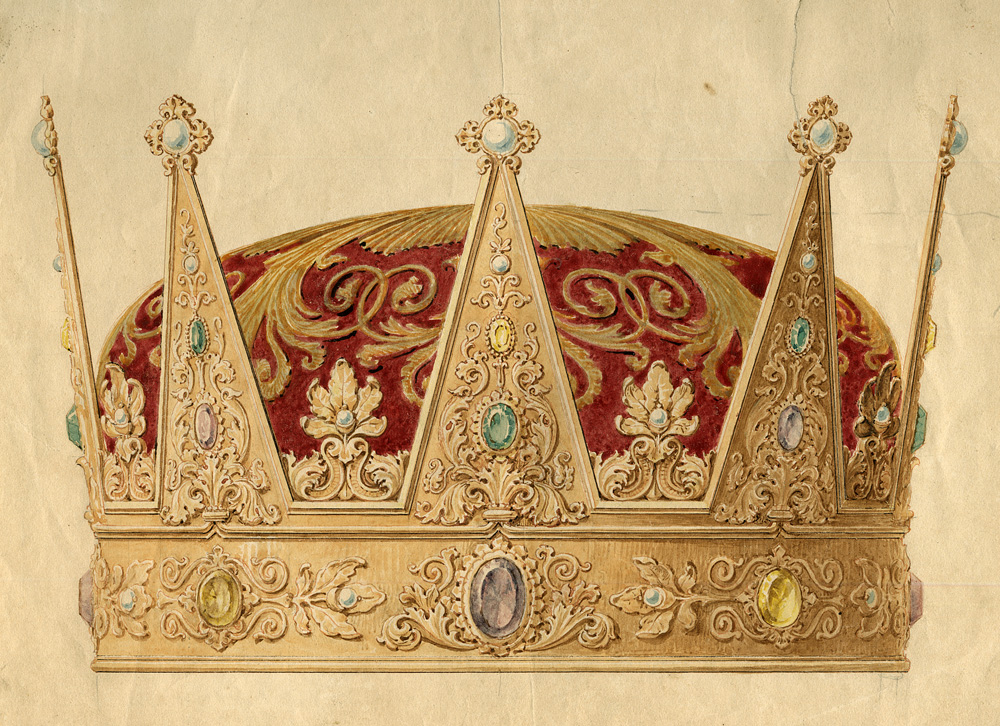
Disegno della corona del principe ereditario realizzata nel 1846, eseguito da Johannes Flintoe.